# Konfliktumleitung
Die Theorie der Konfliktumleitung (engl. conflict detouring) versucht, den zwischenmenschlichen Konfliktaustrag wie auch dessen Ursachen zu erklären. Der Begriff wurde 1968 am Institut für Soziologie an der Universität Karlsruhe (Hanns Peter Euler und Hans Linde) geprägt. Die Konfliktumleitungstheorie baut im Wesentlichen auf der soziologischen Konflikttheorie und auf der Theorie der kognitiven Dissonanz auf.
Die Konfliktumleitungstheorie besagt, dass Menschen nicht immer unmittelbar gegen den eigentlichen Konfliktanlass bzw. dessen Verursacher vorgehen. Unter bestimmten Voraussetzungen kommt es zu einer Konfliktverschiebung. Der Konfliktaustrag richtet sich dann gegen andere Inhalte oder Personen, die mit dem ursprünglichen Konfliktanlass nichts zu tun haben.
Der Sache nach ist das Problem, dass reale Konfliktfronten nicht erkannt oder nicht zugelassen werden und erfolgreich umdefiniert werden, sowohl in der Politikwissenschaft (vgl. Stellvertreterkrieg, Parallelgesellschaft) als auch in der Soziologie (vgl. Lewis A. Cosers Sündenbock-Theorem) vielfach behandelt worden. Eulers Originalität liegt in seinem industriesoziologischen Brückenschlag zu den Ansätzen von Leon Festinger.

## Theorie

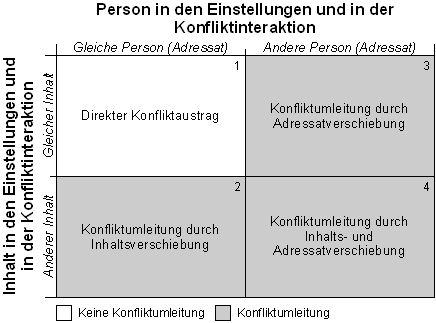
Systematik der Konfliktverlaufsformen aus dem Vergleich der negativen Einstellungen und Konfliktinteraktionen

Die Theorie der Konfliktumleitung unterscheidet zwischen Konfliktanlass und eigentlichem Konfliktaustrag. Zwischen Anlass und Austrag kann es zu Verschiebungen kommen. Im Mittelpunkt der Betrachtungen steht, welche Person (Adressat) das Individuum mit welchem Inhalt im Konfliktaustrag konfrontiert. Richtet sich der Konfliktaustrag des Individuums gegen den ursprünglichen Konfliktanlass (Inhalt)? Konfrontiert das Individuum die Person (Adressat), die für den Konfliktanlass verantwortlich ist? Die Kombination dieser beiden Unterscheidungskriterien – Adressat und Inhalt – ergibt vier typische Verlaufsformen von Konflikten:
1. dieselbe Person (Adressat) und gleicher Inhalt: direkter Konfliktaustrag
2. dieselbe Person (Adressat) und verschiedene Inhalte: Konfliktumleitung durch Inhaltsverschiebung
3. verschiedene Personen (Adressaten) und gleicher Inhalt: Konfliktumleitung durch Adressatverschiebung
4. verschiedene Personen (Adressaten) und verschiedene Inhalte: Konfliktumleitung durch Inhalts- und Adressatverschiebung

Die einzelnen Konfliktverläufe werden im Folgenden erörtert.

Direkter Konfliktaustrag

### Direkter Konfliktaustrag
Die erste Gruppe von Konflikten sind direkte Konflikte. Dabei findet weder eine Verschiebung des Konfliktinhalts noch eine Verschiebung der konfrontierten Person statt. Die Individuen handeln beim direkten Konfliktaustrag – in Übereinstimmung mit ihren Einstellungen – gegen die Inhalte und Personen. Diese Konfliktaustragsform stimmt mit den Fällen überein, die Coser zu den „echten Konflikten“ (realistic conflicts) zählt.

Konfliktumleitung durch Inhaltsverschiebung

### Konfliktumleitung durch Inhaltsverschiebung
Konfliktumleitung durch Inhaltsverschiebung tritt auf, wenn das Individuum dieselbe Person in den negativen Einstellungen und in der Konflikthandlung konfrontiert, aber bei der sich der Anlass zur Interaktion vom Inhalt der negativen Einstellungen unterscheidet.

### Konfliktumleitung durch Adressatverschiebung

Konfliktumleitung durch Adressatverschiebung

Konfliktumleitung durch Adressatverschiebung verkörpert ein Arbeitskonfliktphänomen, wo der Streitanlass mit der negativen Einstellung übereinstimmt, aber wo sich gleichzeitig eine Verschiebung – in Bezug auf die Dimension der Einstellung und der Interaktion – bei der konfrontierten Person ereignet.
In der Sozialpsychologie sind solche Konfliktenumleitungen als „Objektverschiebung“ bekannt. Da aber neben Personen auch sachliche Inhalte unter den Begriff „Objekt“ fallen, wird der Begriff „Adressat“ eingeführt. Als „Adressat“ gilt innerhalb der sozialen Rollenbeziehungen die Person, die in den Einstellungen und Interaktionen betroffen ist.
Diese Form der Konfliktumleitung ist nicht mit den Fällen, die Coser als „unechte Konflikte“ (unrealistic conflicts) definiert, gleichzusetzen. Die Auswahl der „Ersatzobjekte“ – wie Coser diese Verschiebung nennt – ergibt sich aus unbestimmten – zumindest nicht sozial determinierten – Einflussgrößen, wohingegen der Ansatz der Konfliktumleitung die Ursachen der Konfliktphänomene auf die Bedingtheit sozialer Systemstrukturen zurückführt.

Konfliktumleitung durch Inhalts- und Adressatverschiebung

### Konfliktumleitung durch Inhalts- und Adressatverschiebung
Die vierte Form des Konfliktverlaufes beschreibt umgeleitete Konflikte mit Inhaltsverschiebung wie auch Adressatverschiebung; d. h. die Arbeitsauseinandersetzung betrifft andere sachliche Begebenheiten und richtet sich gegen eine andere Person (Adressat) als der Tatsachen und Adressaten, die in den Einstellungen des Individuums konfrontiert werden. Man bezeichnet diese Form des Konfliktaustrags als Konfliktumleitung durch Inhalts- und Adressatverschiebung.

## Beispiele für unterschiedliche Konfliktverläufe
Hanns Peter Euler zeigt in einem Beispiel, wie sich aus einem direkten Konflikt ein umgeleiteter Konflikt entwickeln kann. Das Beispiel hat tatsächlich so stattgefunden, nur die Namen wurden erfunden.
In einer Fertigungsabteilung eines Industriebetriebes besteht das Gehalt aus einem fixen Stundensatz und einer variablen Leistungsprämie. Der zuständige Vorgesetzte – der Gruppenmeister – entscheidet aufgrund der subjektiv eingeschätzten Leistung (z. B. Zuverlässigkeit, Pünktlichkeit, Verantwortungsbewusstsein) eines jeden Arbeiters über die Höhe der Prämie. Die Abteilungsleitung erwartet vom Gruppenmeister, dass er die Leistungszulagen nicht zu hoch bemisst, wohingegen der einzelne Untergebene möglichst hohe Prämien erwartet. Diese gegensätzlichen Verhältnisse erzeugen einen strukturellen Spannungsherd, welcher nicht automatisch zu einem sozialen Arbeitskonflikt führt, solange der Vorarbeiter und der Fertigungsarbeiter mit ihren Rollenzumutungen (z. B. familiäre Belastungen, hohe Anforderungen am Arbeitsplatz, Belastungen durch Vereinstätigkeit) zurechtkommen.

### Direkter Konfliktaustrag
Ein direkter Konfliktaustrag ereignete sich, als sich ein Schweißer (bei Euler „Schmidt“) durch die Leistungsbeurteilung des Meisters (genannt „Wagner“) im Vergleich zu seinen Kollegen benachteiligt fühlte, was in einen Streit zwischen dem Fertigungsarbeiter und seinem Gruppenmeister über die Prämienbemessung mündete. Schmidt hatte aufgrund seiner Wahrnehmung gegenüber seinem Vorgesetzten Wagner über den Anlass der Bemessung der Leistungszulage eine negative Einstellung entwickelt; und Schmidt äußerte übereinstimmend mit seinen negativen Einstellungen seinen Unmut gegen dieselbe Person und den gleichen Inhalt.

### Konfliktumleitung durch Inhaltsverschiebung
Nach einiger Zeit ist in unserem Beispiel eine Konfliktumleitung festzustellen. Der Schweißer Schmidt fühlte sich wegen seiner Leistungsprämie durch seinen Meister Wagner benachteiligt. Daher gerät Schmidt mit seinem Vorarbeiter zu einem späteren Zeitpunkt in einen Streit; Schmidt schlägt ihm einen Gefallen aus, wie etwa zusätzlich eine Vorrichtung umzurüsten – eine Aufgabe, die sonst nicht in sein Aufgabengebiet fällt.
Die in der Konfliktinteraktion konfrontierte Person war dieselbe Person wie in den Einstellungen des Fertigungsarbeiters; aber die negative Einstellung über den ursprünglichen Anlass, nämlich der Zulagenbemessung, führte zu einer Handlungsverschiebung bei einem anderen Rolleninhalt (Beziehung) zwischen den gleichen Personen. Der andere Rolleninhalt zeichnet sich durch strukturelle Gegensätzlichkeiten aus. Dieser Spannungsherd über die Leistungsbeurteilung wurde davor nicht zwangsläufig augenscheinlich. Der Fertigungsarbeiter, der ohnedies voll ausgelastet ist, erwartet von seinem Vorgesetzten, nicht mit zusätzlicher Arbeit überlastet zu werden. Gleichzeitig versucht der Gruppenmeister, aufgrund der eigenen Rechtfertigung und Rollenentsprechung gegenüber der Abteilungsleitung das Arbeitspensum seiner Untergebenen hoch zu halten.

### Konfliktumleitung durch Adressatverschiebung
Nach einiger Zeit bildeten sich im Streitfall von zuvor Merkmale einer Konfliktumleitung durch Adressatverschiebung heraus. Aufgrund zu befürchtender möglicher Sanktionen seitens des Vorarbeiters Wagner wollte Schmidt mit seinem Vorgesetzten keinen weiter Streit über die Entlohnung mehr lostreten. Stattdessen beginnt Schmidt über die angeblich ungerechte Leistungsprämie einen Streit mit seinem Kollegen C, der Schmidts Ansicht nach einen zu hohen Prozentsatz bekommt.
Man kann aus anhand dieses Beispiels sehen, dass sich die Arbeitsauseinandersetzungen um den gleichen strukturellen Inhalt wie Schmidts Einstellungen drehte, aber eine Verschiebung zwischen dem Kontrahenten der Einstellungen und dem Konfliktpartner stattgefunden hat. Es handelte sich um eine sogenannte Adressatverschiebung.

### Konfliktumleitung durch Inhalts- und Adressatverschiebung
Eine Konfliktumleitung durch Inhalts- und Adressatverschiebung ergibt sich in unserem Fall später: Der Schweißer Schmidt, der sich hinsichtlich seiner Leistungsprämie benachteiligt fühlt, fängt mit seinem Kollegen nicht einen Streit wegen der Lohnzulage an; stattdessen kommt er mit C ins Gehege, als er ihm seine Aushilfe verweigert, obwohl Schmidt aus vorherigem Anlass nicht notwendigerweise auf seinen Kollegen böse war. Es ist offensichtlich, dass eine Verschiebung des umstrittenen Inhalts (Leistungszulage) und des konfrontierten Adressats (Gruppenmeister Wagner) stattgefunden hat.

## Ursachen
Die Form des direkten Konfliktaustrages tritt v. a. an solchen Spannungsherden auf, bei denen der Akteur mit den Chancen der unmittelbaren Beeinflussbarkeit, Veränderung und Regelung der persönlichen Rollenbeziehungen und unzuträglichen Situationsbedingungen rechnen kann; d. h. bei Ranggleichheit des Interaktionspartners, hohen Interaktionschancen und relativer Beeinflussbarkeit des Konfliktinhaltes. Konfliktumleitungen lassen sich dagegen dort lokalisieren, wo diese Voraussetzungen nicht gegeben sind.
Menschen neigen also grundsätzlich zum direkten Konfliktaustrag, um kognitive Dissonanz abzubauen. Auslöser für kognitive Dissonanz sind in der Regel Unzufriedenheitsanlässe. Lernen Menschen aufgrund ihrer Erfahrung oder Sozialisation, dass ein direkter Konfliktaustrag kaum Aussicht auf Erfolg hat, neigen sie zur Konfliktumleitung. Oft ermöglichen Reglementierungen (z. B. Sachzwänge oder Sanktionsmöglichkeiten seitens des Adressaten in den Attitüden) keine Beseitigung der Dissonanz durch den direkten Konfliktaustrag. Dann weichen die Akteure auf andere Möglichkeiten zur Dissonzreduktion aus, die innerhalb ihres disponiblen Handlungsspielraums liegen. Als Konfliktadressaten kommen am ehestens Personen in Frage, von denen keine Sanktionen zu erwarten sind und mit denen eine hohe Interaktionschance besteht. Die Inhalts- oder Adressatverschiebung muss aus Sicht des sozial Handelnden ein größeres Potential zur Reduktion der dissonanten Beziehungselemente als der direkte Konfliktaustrag haben, damit es zur Konfliktumleitung kommt. Unzufriedenheiten in anderen Lebensbereichen des Akteurs beeinträchtigen zudem die Konfliktbewältigungsressourcen, wodurch die Tendenz zur Konfliktumleitung verstärkt wird.

## Anwendungsbereiche
Das Wissen über Konfliktumleitung findet in den verschiedensten Bereichen Anwendung, wie bei der arbeitswissenschaftlichen Gestaltung von Arbeitsplätzen, in der Mediation, in der Kriminalistik oder in der Familientherapie. Auch die Mobbingforschung nimmt bei der Erklärung Bezug auf die Konfliktumleitung. Demnach ist Mobbing immer eine Konfliktumleitung durch Inhaltsverschiebung.